# 長井良太
長井 良太（ながい りょうた、1999年1月15日 - ）は、兵庫県神戸市出身の元プロ野球選手（投手）。右投右打。

## 経歴
長田中学校では軟式野球部で捕手としてプレーし、チームとは別に元プロ野球選手が指導する野球塾にも通い硬式球に触れた。中学3年の秋に野球塾へ視察に訪れた茨城・つくば秀英高監督の森田健文に投手としての適性を見出され、兵庫から茨城へ野球留学した。
つくば秀英高入学後に投手に転向し、1年秋からベンチ入り、2年秋からエース。3年夏の茨城県大会では初戦の古河二高相手に最速146kmをマーク、4回1安打無失点で5奪三振。しかし2回戦では常磐大高相手に13奪三振を記録したものの2-2で延長突入直後に味方の失策で決勝点を奪われ10回4失点で敗退。
2016年のドラフト会議で広島東洋カープから6位指名を受け、契約金2500万円、年俸450万円で入団。対戦したい選手として、高校の4年先輩で阪神ドラフト1位の白鷗大・大山悠輔を挙げた。

### プロ入り後
2017年は公式戦登板はなく、二軍のウエスタン・リーグで15試合に登板した。
2018年5月4日、東京ヤクルトスワローズ戦での救援登板が公式戦初登板となり、3分の1回を無安打無失点に抑えた。
2019年は一軍出場がなく、二軍でも13試合の登板に終わり、10月21日戦力外通告を受けた。

### 広島退団後
広島を退団後は地元の兵庫県に戻り、尼崎市の株式会社橋本商会に入社し、軟式野球を続けている。

## 選手としての特徴・人物
最速154km/hのストレートに、スライダー、フォーク、カーブを混ぜる。
フォームは菅野智之の左足の上げ方を取り入れた他、大谷翔平を参考にストレートに強い縦回転を加えたという。またドラフト後の指名挨拶時、担当スカウトの尾形佳紀が「マエケン（前田健太）にしぐさが似ている部分があります」と語った際、長井本人も「タテの変化など、お手本にしていました。」と明かした。

## 詳細情報

### 年度別投手成績
| 年 度     | 球 団     | 登 板 | 先 発 | 完 投 | 完 封 | 無 四 球 | 勝 利 | 敗 戦 | セ 丨 ブ | ホ 丨 ル ド | 勝 率 | 打 者 | 投 球 回 | 被 安 打 | 被 本 塁 打 | 与 四 球 | 敬 遠 | 与 死 球 | 奪 三 振 | 暴 投 | ボ 丨 ク | 失 点 | 自 責 点 | 防 御 率 | W H I P |
| --------- | --------- | ----- | ----- | ----- | ----- | -------- | ----- | ----- | -------- | ----------- | ----- | ----- | -------- | -------- | ----------- | -------- | ----- | -------- | -------- | ----- | -------- | ----- | -------- | -------- | ------- |
| 2018      | 広島      | 4     | 0     | 0     | 0     | 0        | 0     | 0     | 0        | 0           | ----  | 19    | 3.1      | 4        | 1           | 5        | 0     | 0        | 0        | 1     | 0        | 5     | 5        | 13.50    | 2.70    |
| 通算：1年 | 通算：1年 | 4     | 0     | 0     | 0     | 0        | 0     | 0     | 0        | 0           | ----  | 19    | 3.1      | 4        | 1           | 5        | 0     | 0        | 0        | 1     | 0        | 5     | 5        | 13.50    | 2.70    |

### 年度別守備成績
| 年 度 | 球 団 | 投手  | 投手  | 投手  | 投手  | 投手  | 投手     |
| 年 度 | 球 団 | 試 合 | 刺 殺 | 補 殺 | 失 策 | 併 殺 | 守 備 率 |
| ----- | ----- | ----- | ----- | ----- | ----- | ----- | -------- |
| 2018  | 広島  | 4     | 0     | 0     | 0     | 0     | ----     |
| 通算  | 通算  | 4     | 0     | 0     | 0     | 0     | ----     |

### 記録
初記録
- 初登板：2018年5月4日、対東京ヤクルトスワローズ7回戦（明治神宮野球場）、8回裏に4番手で救援登板、1/3回を無安打無失点

### 背番号
- 65（2017年 - 2019年）